# It Happened in Pikesville
It Happened in Pikesville é um curta-metragem mudo norte-americano de 1916, do gênero comédia, estrelado por Raymond McKee e Oliver Hardy.

## Elenco
- Raymond McKee - Eddy

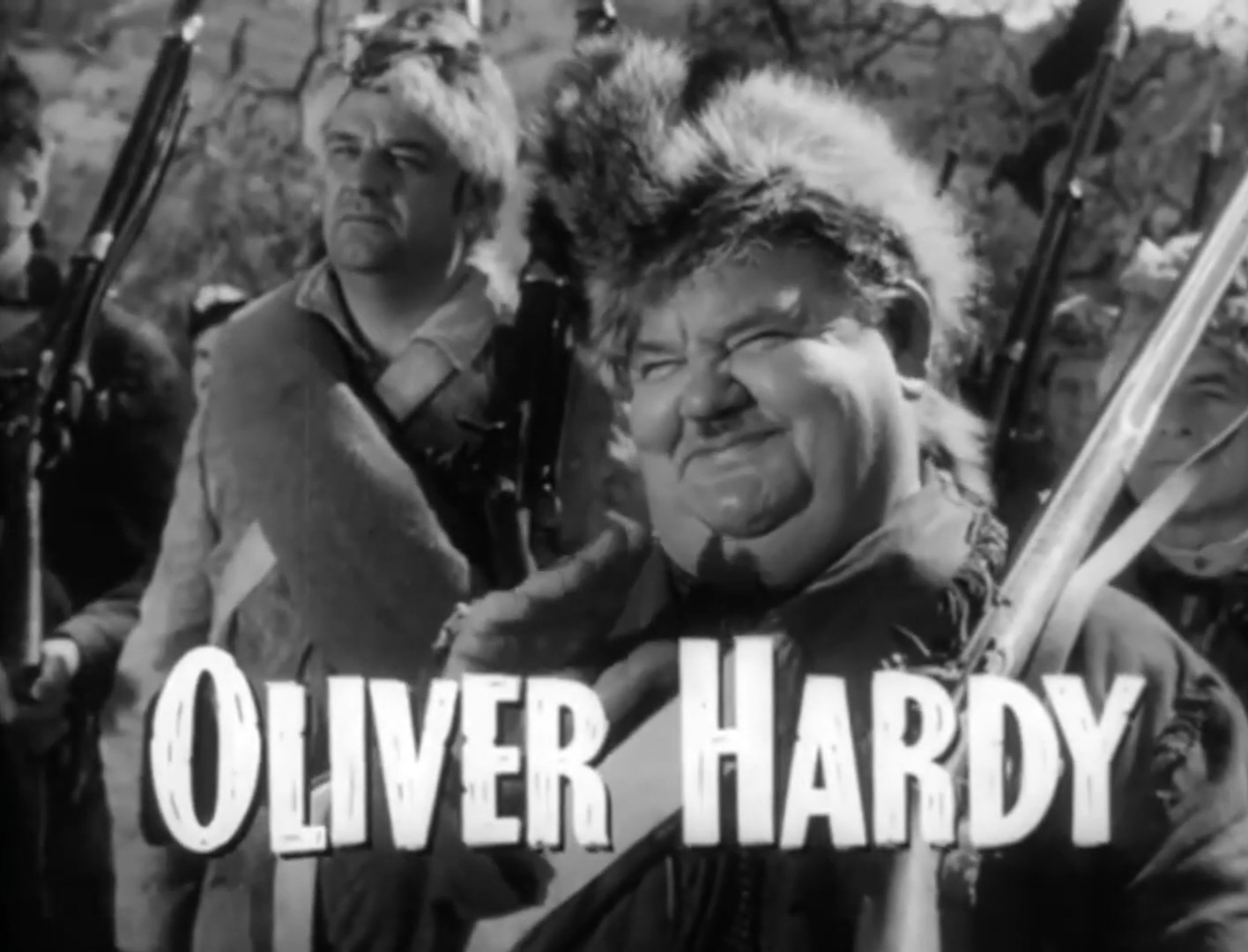
Oliver Hardy

- C. W. Ritchie - (como Charles W. Ritchie)
- Billy Bowers - Vimless Victor
- Harry Lorraine - Chefe de polícia
- Oliver Hardy - Jiggs (como Babe Hardy)
- Mabel Paige - Julia Jiggs
- Ben Walker - Janitor
- Burt Bucher - Policial